# Hajmássy Miklós
Hajmássy Miklós László, született: Hagymássy (Zalaegerszeg, 1900. július 20 – Buenos Aires, 1990. február 9.) magyar színész, színigazgató.

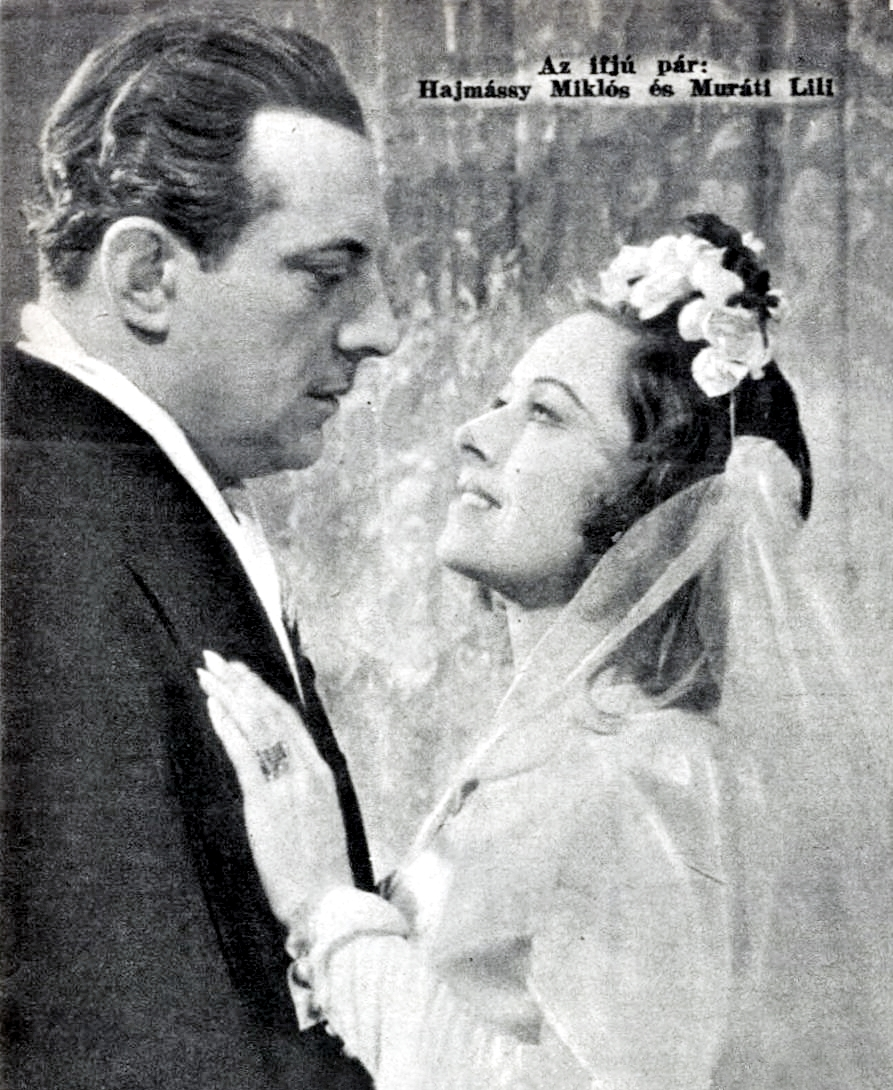
Hajmássy Miklós és Muráti Lili a Házassággal kezdődik című 1943-as filmben

## Pályája
Római katolikus családban született. Apja Hagymássy Gyula (1852–1903) zalaegerszegi építész, építőmester, anyja Vogler Róza (1867–1942). Szülei 1884. szeptember 24-én kötöttek házasságot Szentgotthárdon. Apai nagyszülei Hajmássy István zalaegerszegi kocsmáros és Szabó Julianna. Anyai nagyszülei Vogler János szentgotthárdi kocsmáros és Hafner Rozália.
Gazdatisztként munkálkodott, a színészetet Rózsahegyi Kálmán színiiskolájában tanulta. 1926-ban Szegedre került, 1927-től 1933-ig a Vígszínházban, 1933–34-ben a Fővárosi Operettszínházban lépett fel. 1934 és 1936 között nem rendelkezett állandó szerződéssel. 1935-ben Bécsben vendégszerepelt. 1936–37-ben a Magyar Színház, 1937-től 1941-ig a Magyar és az Andrássy Színház, 1939-ben a Márkus Park, 1942–1944 között az Új Magyar, 1943-ban a Vígszínház szerződtette. 1945 februárjától tábori színházi igazgatói tisztet töltött be Bécsben, Passauban és Münchenben. 1948-tól 1953-ig tagja volt a Magyar Színjátszó Társaságnak Argentínában. 1953 és 1959 között Brazíliában élt, majd 1959-ben Argentínába költözött, itt újból életre hívta a Magyar Színjátszó Társaságot. Igazgatója, rendezője és alkalmanként színésze is volt a társulatnak. 1973-tól már nem vállalt több fellépést. Számos filmben is játszott.

## Főbb szerepei
- Balásházy (Hunyady Sándor: Feketeszárú cseresznye)
- Gosztonyi (Móricz Zsigmond: Úri muri)
- Péter (Vaszary Gábor: Udvarolni felesleges)
- Rettegi Fridolin (Franz von Schönthan–Paul von Schönthan: A szabin nők elrablása)
- Clausen tanácsos (Hauptmann: Naplemente előtt)
- Higgins (Shaw: Pygmalion)

## Filmjei
- Az ellopott szerda (1933)
- Rád bízom a feleségem (1937)
- Maga lesz a férjem (1937)
- Borcsa Amerikában (1938)
- 5 óra 40 (1939)
- Magyar Feltámadás (1939)
- Pusztai királykisasszony (1939)
- Az utolsó Wereczkey (1940)
- Az ördög nem alszik (1941)
- Gyurkovics fiúk (1941)
- Lesz ami lesz (1941)
- Édes ellenfél (1941)
- Egy éjszaka Erdélyben (1941)
- Európa nem válaszol (1941)
- Miért? (1941)
- Gyávaság (1942)
- Gentryfészek (1942)
- Éjfélre kiderül (1942)
- A 2000 pengős férfi (1942)
- Az 5-ös számú őrház (1942)
- Kísértés (1942/I)
- A tökéletes család (1942)
- Makacs Kata (1943)
- A '28-as' (1943)
- Csalódás (1943)
- Házassággal kezdődik (1943)
- Családunk szégyene (1943)
- Legény a gáton (1943)
- Sziámi macska (1943)
- Ágrólszakadt úrilány (1943)
- Ez történt Budapesten (1944)
- A látszat csal (1944)
- Boldoggá teszlek (1944)
- Szerelmes szívek (1944)